# Донован, Шон (министр)
Шон Донован (англ. Shaun Donovan, р. 24 января 1966, Нью-Йорк) — директор Административно-бюджетного управления (2014—2017), министр жилищного строительства и городского развития США (2009—2014) в кабинете Барака Обамы. Член Демократической партии США.

## Биография
Окончил Гарвардский университет: Гарвардский колледж (1987), получил степень магистра госуправления в Гарвардском институте государственного управления им. Джона Ф. Кеннеди и степень магистра архитектуры в Гарвардской школе дизайна (1995).
Работал советником по вопросам жилищного строительства в министерстве жилищного строительства в годы администрации Клинтона, был исполняющим обязанности главы Федерального управления жилищного строительства.
На президентских выборах в США 2008 года принимал участие в кампании Барака Обамы.